# Diócesis de Batticaloa
La diócesis de Batticaloa (en latín: Dioecesis Batticaloaen(sis), en inglés: Roman Catholic Diocese of Batticaloa y en cingalés: மட்டக்களப்பு மறைமாவட்டம்) es una circunscripción eclesiástica latina de la Iglesia católica en Sri Lanka, sufragánea de la arquidiócesis de Colombo. La diócesis tiene al obispo Joseph Ponniah como su ordinario desde el 3 de marzo de 1997. 

## Territorio y organización
La diócesis tiene 7269 km² y extiende su jurisdicción sobre los fieles católicos de rito latino residentes en los distritos de Batticaloa y de Ampara en la provincia Oriental.
La sede de la diócesis se encuentra en la ciudad de Batticaloa, en donde se halla la Catedral de Santa María.
En 2018 en la diócesis existían 25 parroquias.

## Historia
La diócesis fue erigida el 3 de julio de 2012 con la bula Cum ad aeternam del papa Benedicto XVI, obteniendo el territorio de la diócesis de Trincomalee-Batticaloa (hoy diócesis de Trincomalee).

## Estadísticas
De acuerdo al Anuario Pontificio 2019 la diócesis tenía a fines de 2018 un total de 46 138 fieles bautizados.
| Año                                                                             | Población            | Población | Población      | Sacerdotes | Sacerdotes    | Sacerdotes    | Bautizados por sacerdote | Diáconos permanentes | Religiosos | Religiosos | Parroquias |
| Año                                                                             | Bautizados católicos | Total     | % de católicos | Total      | Clero secular | Clero regular | Bautizados por sacerdote | Diáconos permanentes | Varones    | Mujeres    | Parroquias |
| ------------------------------------------------------------------------------- | -------------------- | --------- | -------------- | ---------- | ------------- | ------------- | ------------------------ | -------------------- | ---------- | ---------- | ---------- |
| 2012                                                                            | 55 225               | 1 199 966 | 4.6            | 48         | 35            | 13            | 1150                     |                      | 24         | 73         | 24         |
| 2015                                                                            | 42 309               | 1 196 779 | 3.5            | 48         | 34            | 14            | 881                      |                      | 28         | 67         | 25         |
| 2018                                                                            | 46 138               | 1 233 038 | 3.7            | 56         | 37            | 19            | 823                      |                      | 35         | 77         | 25         |
| Fuente: Catholic-Hierarchy, que a su vez toma los datos del Anuario Pontificio. |                      |           |                |            |               |               |                          |                      |            |            |            |

## Episcopologio
- Joseph Ponniah, desde el 3 de julio de 2012